# Transparencia política

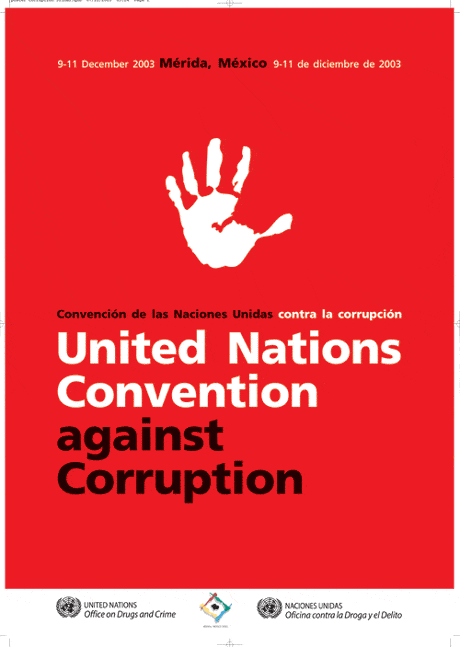
Convención de las Naciones Unidas contra la Corrupción

La transparencia política es una cualidad de la actividad pública que consiste en la apertura del sector público a la divulgación de información acerca de su gestión. Una de las características de un Estado democrático es la obligación de todos los poderes públicos (la Jefatura del Estado, el Gobierno, el Parlamento, el sistema judicial y las administraciones, empresas y fundaciones públicas) de dar cuenta a la ciudadanía de todos sus actos, especialmente del origen y el destino de los recursos públicos, y así prevenir, detectar y sancionar los casos de incompetencia y de corrupción política.
En sentido figurado, el término "transparencia" es utilizado para describir una tendencia hacia la accesibilidad a toda la información vinculada a la gestión pública y que concierne e interese a toda la opinión pública, a un sector de la misma o incluso a un solo individuo. O sea, es la preocupación por explicar, por hacer comprender, por reconocer errores o mala praxis, por abrir archivos y documentos, por describir fielmente hechos y circunstancias.
El objetivo primordial de la transparencia política es el de establecer y mantener una relación de confianza entre la ciudadanía y los poderes públicos. Los estándares mundiales de buen gobierno consideran fundamental la transparencia para el progreso social y económico.
La transparencia pública se opone a la opacidad pública y la ilusión financiera, y es un antídoto del fenómeno de la corrupción política.

## Transparencia política
En materia política o económica, la transparencia es el conocimiento profundo y detallado de las decisiones y resoluciones y reglamentaciones tomadas por las administraciones y por los poderes del Estado, así como de sus motivaciones y justificaciones, e incluye la manera en la que se ha hecho la colecta de datos y la manera de luego usar los mismos, además de proporcionar información sobre los costos reales de los proyectos y de las actividades, sobre el manejo de los fondos, y también sobre los peligros y las implicaciones que puedan darse, sobre los aspectos de seguridad, sobre los mecanismos instituidos de acceso a la información, y sobre todo otro aspecto relevante.
En el marco de la administración pública, la transparencia es un mecanismo que previene actos de corrupción y que permite a la ciudadanía conocer el funcionamiento interno de las instituciones y cómo se manejan los fondos que éstas reciben.
La transparencia hoy día es una de las principales exigencias de la ciudadanía en relación con los responsables políticos, a los actores y gestores económicos, y a los jerarcas y funcionarios administrativos. El gran desafío para todo esto, es de encontrar un equilibrio entre lo que debe ser informado, lo que puede ser informado y que no vale la pena hacerlo porque no es relevante, y lo que no debe ser informado por razones propias a los procedimientos, o incluso por eventuales razones de interés general.
Para un ciudadano cualquiera, la dificultad radica en saber si la información que le han proporcionado es realmente sincera, clara, objetiva y si se corresponde con la realidad.

Un gobierno transparente es aquel que lucha en primera instancia por encaminar al país por la vía del verdadero desarrollo, lo cual implica un aumento de la calidad de vida de sus ciudadanos.

En el tiempo de las ciudades-estado de los primeros sumerios, había un mercado basado en templos que hacían la función de banco, regidos por sacerdotes-banqueros. Los habitantes llevaban sus productos al templo-banco para cambiarlos por unidades monetarias que quedaban registradas por varios procedimientos, entre ellos tablas de arcilla. En estas tablas de arcilla, precursoras de la escritura, constaban los nombres del vendedor y comprador, las mercancías y las unidades monetarias utilizadas... Este sistema dio nombre a una edad de oro, donde la moneda no era de oro ni de plata, y donde imperaban la paz y la responsabilidad... La posterior invención de la moneda metálica, radicalmente anónima, posibilita el juego sucio, la especulación, y la corrupción, permitiendo así al rey Sargón I de Akkad, eliminar el anterior sistema basado en las tablas de arcilla, e iniciar una carrera de imperialismos sucesivos que ha llegado hasta nuestros días. Los imperialismos y la corrupción económica hicieron así su aparición.
Agustí Chalaux de Subirà (1911-2006)

En Derecho tributario, la expresión transparencia fiscal es utilizada para designar a las sociedades que no son sujetos pasivos de una determinada obligación, pero que sí lo son sus accionistas o sus miembros, y que por tanto y en caso de que se solicite información por parte de autoridad competente, la brinden en tiempo y forma, sin dilaciones innecesarias, y sin cortapisas.

## Características
En un Sector público transparente o informativamente abierto, la divulgación de información sobre la actividad pública debe estar reglada: debe establecerse en una norma de obligado cumplimiento, no debe depender de la voluntad de quienes se encuentren en los poderes públicos en cada momento y debe contar con sanciones disuasorias exigibles judicialmente para quien incumpla esa obligación de transparencia.
Además, la información divulgada debe ser o estar:
- Cierta (deben existir garantías reales de sanciones disuasorias para quienes divulguen deliberadamente información falsa, inexacta o engañosa).
- Completa (debe alcanzar a todos los agentes e instituciones públicas y a todas las actividades pasadas, presentes y futuras —proyectadas—, sin que falte ningún contenido clave para poder interpretar correctamente la información; aunque generalmente se admite, como excepción, la opacidad parcial por motivos de Seguridad nacional y de protección de datos personales privados).
- Clara y comprensible (el lenguaje utilizado debe ser claro de manera que, con el menor esfuerzo posible, resulte comprensible a una persona con formación media, sin que induzca a errores de interpretación).
- Ordenada (los datos deben estar organizados de manera que se facilite su análisis).
- Actualizada periódicamente (debe incluir los datos más recientes disponibles y la rectificación de los errores detectados en publicaciones anteriores).
- Fundada y verificable (debe acompañarse de una explicación acerca de la metodología y las fuentes utilizadas para su elaboración).
- Homologada internacionalmente (en cuanto a la definición de los indicadores estadísticos, para facilitar su comparación).
- Accesible. La transparencia pública es una cualidad que puede graduarse según el contenido de la información. En cuanto a la información general o básica, debe establecerse el criterio de publicidad activa de manera que sea accesible libremente (sin necesidad de tener que ejercitar un derecho de acceso, sin necesidad de identificarse para ese ejercicio y sin coste directo para quien lo ejercite, para lo cual pueden aprovecharse las nuevas tecnologías de la información). En cuanto a la información específica o especializada, debe reconocerse a toda la ciudadanía el derecho de acceso a la misma y ese ejercicio puede ser gratuito o realizarse mediante el pago de precios públicos que deben ser asequibles.